# Muchajjam Szatila
Muchajjam Szatila (arab. ‏مخيم شاتيلا‎) – obóz uchodźców palestyńskich w Libanie, położony w południowej części Bejrutu.
Został założony w 1949 roku przez UNRWA w celu zabezpieczenia uchodźców, którzy przybyli do Libanu w wyniku I wojny izraelsko-arabskiej.
W 2023 roku znajdowało się w nim 11 611 osób.